# 1802 na literatura

## Nascimentos
| Data            | Nome                 | Profissão  | Nacionalidade  | Observações | Ref |
| --------------- | -------------------- | ---------- | -------------- | ----------- | --- |
| 11 de Fevereiro | Lydia Maria Child    | escritora  | Estados Unidos | m. 1880     |     |
| 26 de Fevereiro | Victor Hugo          | escritor   | França         | m. 1886     |     |
| 24 de Julho     | Alexandre Dumas, pai | romancista | França         | m. 1870     |     |
| 28 de agosto    | Thomas Aird          | poeta      | Reino Unido    | m. 1876     |     |

## Mortes
| Data        | Nome           | Profissão                                     | Nacionalidade | Observações | Ref |
| ----------- | -------------- | --------------------------------------------- | ------------- | ----------- | --- |
| 18 de Abril | Erasmus Darwin | médico, poeta e escritor de obras científicas | Inglaterra    | n. 1731     |     |